# 청명산 (수원/용인)
청명산(淸明山)은 대한민국 경기도 수원시 영통구 영통1동과 용인시 기흥구 영덕동의 경계에 있는 해발 191.9m의 산이다. 수원시와 용인시의 경계지점을 이루고 있다. ‘청명산’이라는 이름은 이 곳에 올라보면 사방 삼사십리가 훤히 내려다 보이는 탁트인 곳이기 때문에 붙여지게 된 것이라 전한다. 이와는 달리, 옛날에는 군인들이 천명(天命)을 이어가는 유명한 산이라고 해서 '천명산(天命山)'이라 불리다가, 세월이 흐르면서 청명산으로 바뀌게 되었다는 이야기도 전한다. 경기도에서 1987년에 발간한 『지명유래집(地名由來集)』에는, "이 산은 옛날부터 명산이고 수려하다하여 청명산이라 칭하고"(865면) 있다고 나와 있다.
급한 경사면을 이루고 있는 이 산은, 옛날부터 기우제(祈雨祭)를 지냈던 것으로 전해지고 있다. 가뭄이 들때면 이 지방 관리들이 이 산에 올라가 기우제를 지냈으며, 제를 지내고 나면 어김없이 비가 내렸다고 한다. 청명산 봉우리에는 우물이 하나 있었는데, 이 우물 속에는 보물이 있었다고 전해진다. 그런데 이 보물은 영(靈)과 통(通)하는 신비한 힘을 가지고 있어서, 청명산 주변의 마을을 '영통(靈通)'이라 부르게 되었다는 이야기도 전한다. 청명산 동쪽에서 흐르는 물은 기흥저수지로 들어간다. 청명산의 남쪽에는 매미산이 마주보고 있다.

## 야생동물과 새들
현재 야생동물로는 고라니가 발견되기도 하며, 외가리, 꿩, 직박구리, 물까치 그리고 산 비둘기가 살고있다.
역사 속 군마
- 청명산 산중의 길
- 청명산 가는길 서쪽 산책로
- 청명산 중앙에 있는 의자들
- 청명산에서 서쪽에 있은 영통
- 청명산(수원 영통과 용인 하갈동을 이어주는 산)
- 기흥호수 하류쪽에서 바라본 곳은 왼쪽으로 매미산 우측으로 청명산
- 청명산 남쪽에서 본 기흥호수와 우측에 매미산이 보인다

## 같이 보기
- 한국의 산
- 아람산 (용인시)
- 매미산
- 기흥저수지
- 수원시의 지질